# Vasilikí

Mapa de la Creta minoica, donde figura el yacimiento arqueológico de Vasiliki.

Vasilikí es un pueblo del municipio de Ierápetra, en la unidad periférica de Lasithi, en Creta, del que toma el nombre el vecino yacimiento arqueológico minoico.

## Geografía
Vasilikí está situado en una pequeña colina al norte del istmo de Ierápetra. La salida de la imponente Garganta de Ja (en griego Φαράγγι Χά) se encuentra muy cerca. 

## Arqueología

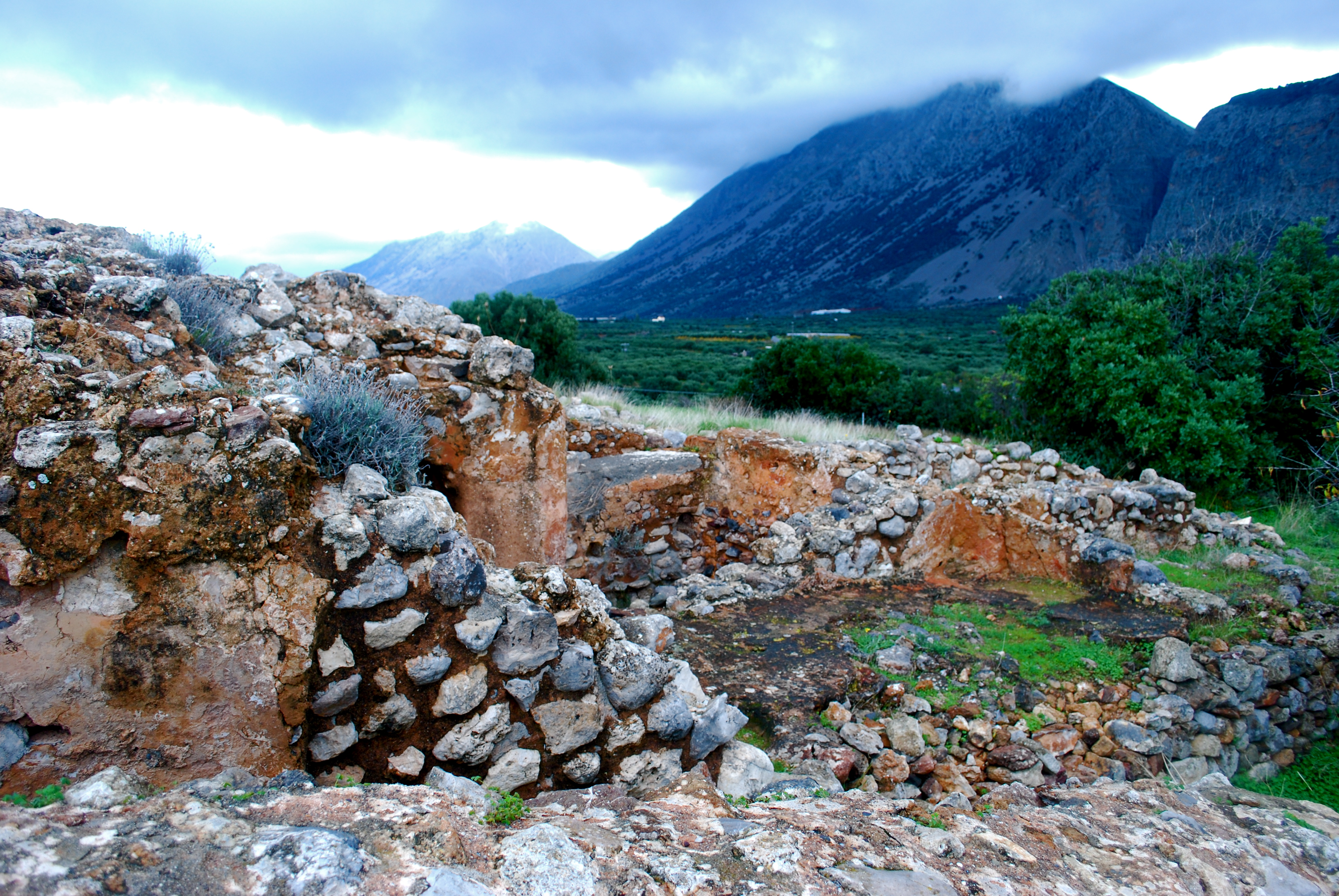
El sitio arqueológico de Vasilikí.

Vasilikí fue excavado por primera vez de 1903-1906 por el arqueólogo estadounidense Richard Berry Seager. Nikolaos Platón continuó las excavaciones en 1953. En 1970, Antonios Zois comenzó un meticuloso trabajo que duró hasta 1982 y volvió al yacimiento de nuevo en 1990 para continuar las excavaciones. 
Otra parte de Vasilikí, la colina de Kéfala, ha sido excavada por Teodoros Eliopoulos.  

### Asentamiento principal: Cronología
El principal asentamiento minoico de Vasilikí, ubicado unos 500 m al este del pueblo moderno, estuvo en uso desde el periodo Minoico Inicial IIA (entre 3000/2900 y 2300/2150 a. C., correspondiente al período prepalacial) hasta el Minoico Final IA (entre 1600/1580 y 1480  a. C., correspondiente al período Neopalacial). Se encontró también una tumba del Minoico Final II. Posteriormente volvió a poblarse, por lo que también se han encontrado restos de construcciones de todos los periodos comprendidos entre el geométrico y la época romana.  
Sufrió una primera destrucción a finales del periodo Minoico Inicial IIA, otra a fines del Minoico Inicial IIB y otra a fines del Minoico Medio IA.

### Características
El entorno de este antiguo asentamiento contaba con buenos recursos hidrológicos y una excelente ubicación estratégica, lo que favoreció su desarrollo, pese a que su suelo puede considerarse pobre.
Ya desde alrededor de 2500  a. C. en adelante, los elementos artísticos de la cultura de Vasilikí se parecen a los de otros lugares cretenses como Cnoso y Trapeza según los restos arqueológicos de cerámica encontrados.
El sitio incluye viviendas, mucha cerámica conocida como cerámica Vasilikí —un estilo particular de cerámica moteada característico del periodo Minoico Inicial II— con formas anatólicas y un patio pavimentado. 
Del período Minoico Inicial se han encontrado dos alas en ángulo de un edificio importante que se ha llamado Casa de la Colina, que en realidad se trata de varias casas unidas entre sí. En ella se han vislumbrado elementos como un patio pavimentado, vigas de madera que refuerzan los muros, plintos escalonados y kernos que aparecen también en los palacios minoicos posteriores. Entre los hallazgos realizados aquí figuran hachas de bronce, un cuchillo, abundante obsidiana, multitud de recipientes, un sello de esteatita y una figurilla de brazos cruzados del estilo de otras encontradas en el yacimiento de Kumasa.

### Vasilikí Kéfala
Por otra parte, en la colina de Kéfala, ubicada a unos 600 m del asentamiento minoico principal de Vasilikí, se han encontrado una serie de edificios que pertenecen al periodo minoico tardío IIIC y al protogeométrico. Uno de los edificios, compuesto por varias habitaciones, probablemente estaba destinado al culto.